# Xiangpi Xiang
Xiangpi Xiang (kinesiska: 相皮, 相皮乡) är en socken i Kina. Den ligger i den autonoma regionen Tibet, i den sydvästra delen av landet, omkring 700 kilometer öster om regionhuvudstaden Lhasa. Antalet invånare är 7257. Befolkningen består av 3 619 kvinnor och 3 638 män. Barn under 15 år utgör 27,0 %, vuxna 15-64 år 66 %, och äldre över 65 år 6,0 %.
Genomsnittlig årsnederbörd är 735 millimeter. Den regnigaste månaden är juli, med i genomsnitt 189 mm nederbörd, och den torraste är november, med 2 mm nederbörd.